# Thormesis
Thormesis ist eine deutsche Post-Black-Metal-Band aus Rothenburg ob der Tauber.

## Geschichte
Die Gründung von Thormesis geht auf das Jahr 2006 nach Rothenburg ob der Tauber zurück. Travos (Songwriting, Gesang, Gitarre), Keltor (Gesang, Schlagzeug) und Hagolt (Bass) bildeten den Ursprung der Band. Nach kurzer Zeit kamen Velsir und Berucas dazu. Die erste Veröffentlichung, Gehet hin und kämpfet, wurde 2008 in Eigenproduktion veröffentlicht. Thormesis unterzeichneten einen Vertrag mit Düsterwald Productions und veröffentlichten ihr zweites Album Vergangene Asche im Jahr 2010. Mit dem Nachfolgealbum Von Leere und Tod, im Jahr 2012 (AFM Records), hat sich das Genre mehr in den Black Metal Bereich gewandelt.
Nach einer eher inaktiven Phase von 2013 bis 2014 kehrte die Band 2015 mit einer neuen Besetzung, einem neuen Album, neuer Musik und neuem Album auf die Bühne zurück. Das Album Freier Wille – Freier Geist wurde am 20. Februar 2015 unter MDD Records veröffentlicht und kombiniert Black Metal mit klassischen Rock-’n’-Roll-Elementen. Im Jahr 2017 (10. Februar) veröffentlichten Thormesis ihre bereits fünftes Studioalbum Trümmerfarben, das viele als logische Konsequenz von Freier Wille – Freier Geist. 2019 wird das Jahr sein, in dem sich Thormesis auf Live-Konzerte konzentrieren wird. Sie präsentieren ihr neues Album zum ersten Mal auch mit englischen Titeln. Entsprechend dem sechsten Werk trägt das 2019er Album den Titel The Sixth.
Am 6. Mai 2022 hat die Band das neue Album 'If Mania Never Ends' unter SOUNDBATH PRODUCTIONS (Mix & Master) veröffentlicht. Musikalisch ist 'If Mania Never Ends' im Atmospheric/Post - Metal einzuordnen.

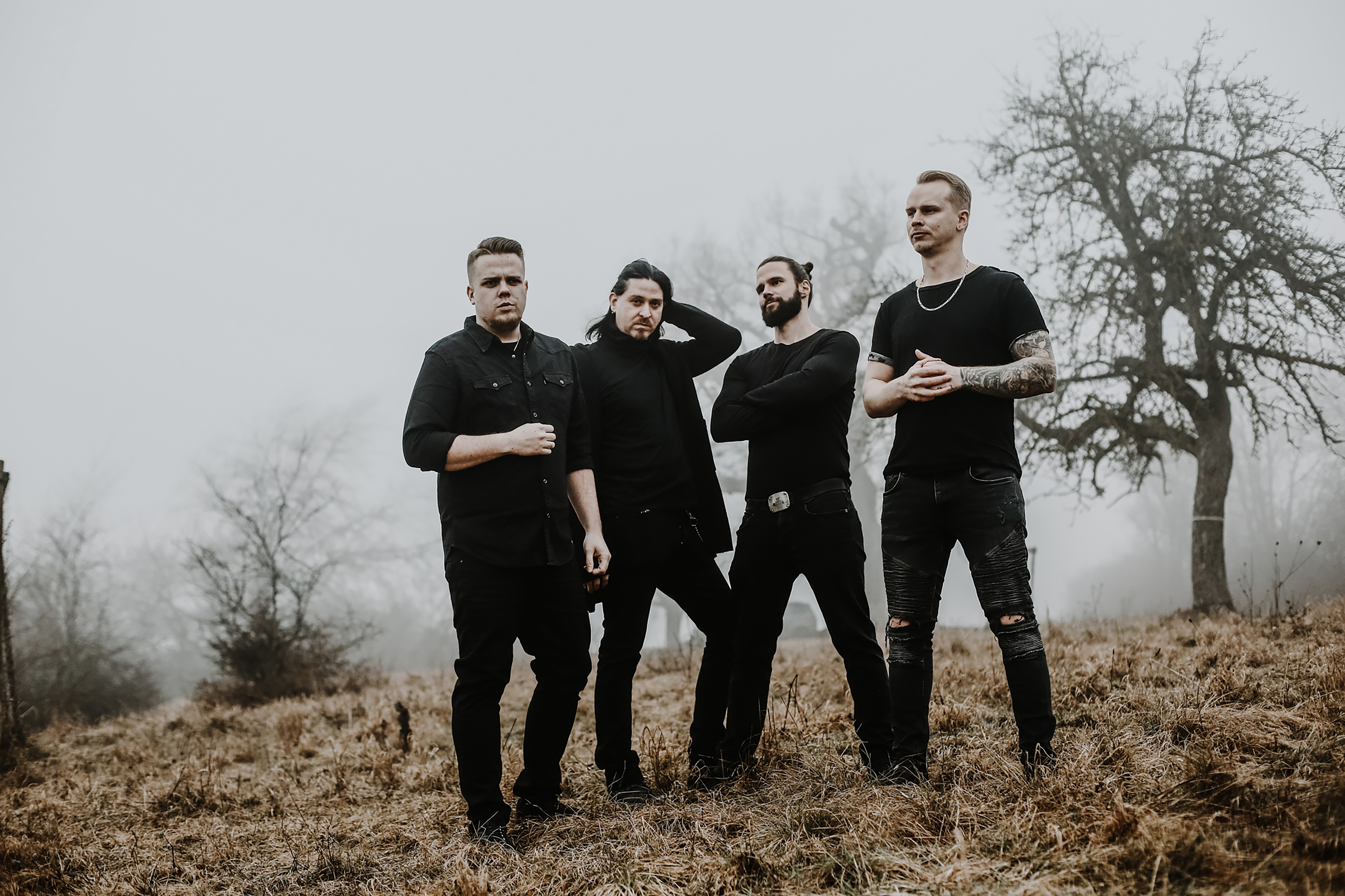

## Stil
Beim Stil handelt es sich um Extreme Metal mit Post-Rock-Einflüssen, welcher sich durch dynamische Rhythmuswechsel auszeichnet. Anfänglich wurden germanisch-heidnische Motive in den Texten behandelt, auf den neueren Veröffentlichungen ausschließlich zwischenmenschliche und philosophische Themen.

## Diskografie
Studioalben
- 2008: Gehet hin und kämpfet (CD; Eigenvertrieb)
- 2010: Vergangene Asche (CD; Düsterwald Produktionen)
- 2012: Von Leere und Tod (CD; AFM Records)
- 2015: Freier Wille – Freier Geist (CD; MDD Records)
- 2017: Trümmerfarben (CD; MDD Records)
- 2019: The Sixth (CD; MDD Records)
- 2022: If Mania Never Ends (CD/LP; Soundbath Productions)

Download-Singles
- 2019: Thy Morbid Drunken Ways (MP3; MDD Records)
- 2022: Still The Claim (Soundbath Productions)
- 2022: You Are The Parting (Soundbath Productions)
- 2023: Elusive (Soundbath Productions)

Beiträge auf Kompilationen
- 2010: Machwerk 2 – Wolfspfade (Lied: Geschenk des Vaters)
- 2012: Metallian Sampler Underground Militia #6 (Lied: Sterbend Herz)
- 2012: All for Metal III (Lied: Sterbend Herz)
- 2016: Hymns for the Underground III (Lied: Freier Wille – Freier Geist)

## Musikvideos
Offizielle Videoclips
- 2014: Mein letztes Lied (Regie/Produktion: Felix Kramer / Hammerfilms)
- 2019: Thy Morbid Drunken Ways (Regie/Produktion: Oliver König, K. Krüger)

Offizielle Lyrikvideos
- 2017: Waheelas Fährte (Regie/Produktion: Felix Kramer / Hammerfilms)
- 2022: Still The Claim & You Are The Parting